# Main Event der World Series of Poker 2005
Das Main Event der World Series of Poker 2005 war das Hauptturnier der 36. Austragung der Poker-Weltmeisterschaft in Paradise am Las Vegas Strip.

## Turnierstruktur

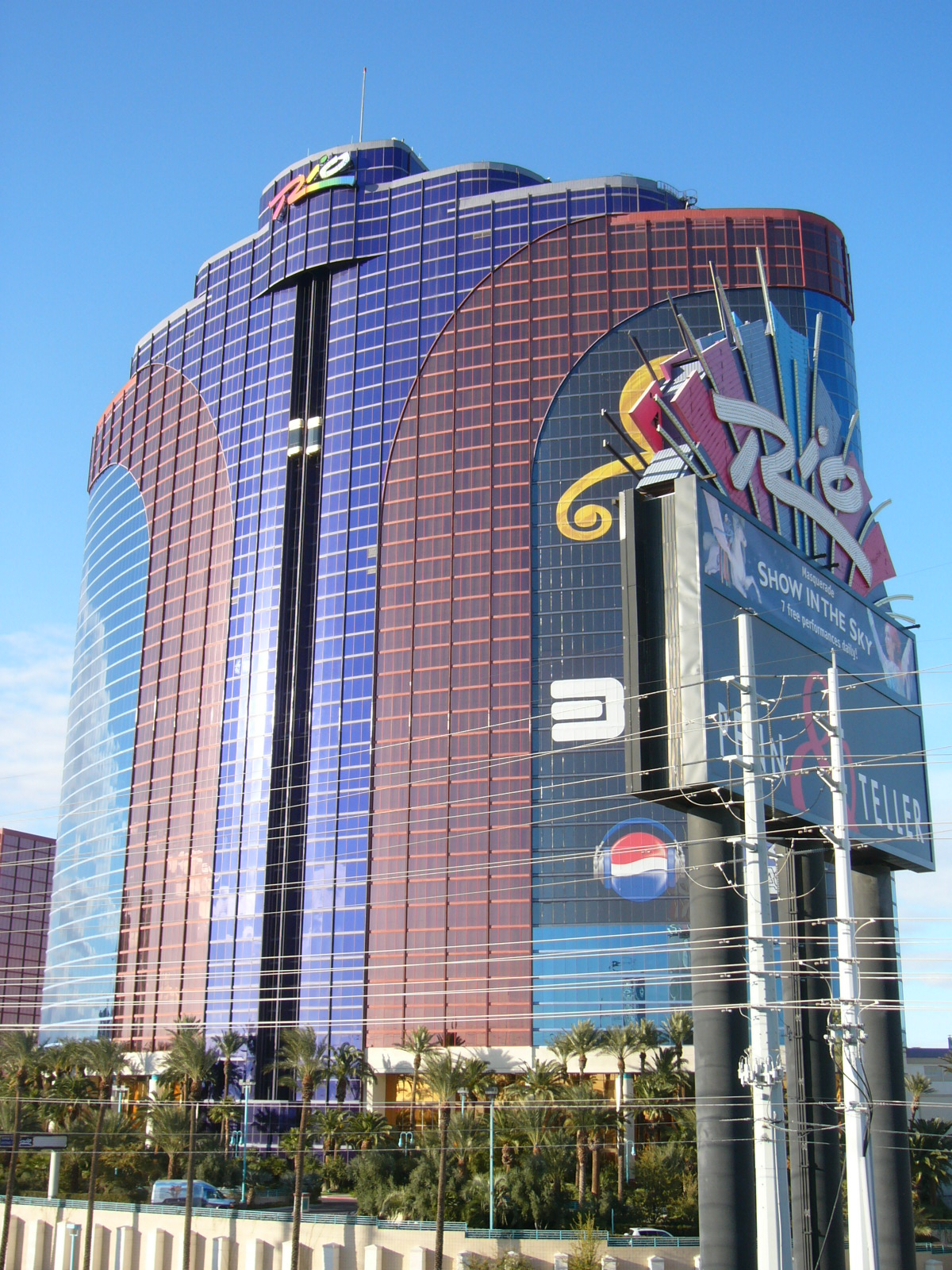
Das Rio All-Suite Hotel and Casino am Las Vegas Strip

Das Hauptturnier der World Series of Poker in No Limit Hold’em startete am 7. Juli und endete mit dem Finaltisch am 15. Juli 2005. Ausgetragen wurde das Turnier erstmals im Rio All-Suite Hotel and Casino in Paradise. Die insgesamt 5619 Teilnehmer mussten ein Buy-in von je 10.000 US-Dollar zahlen, für sie gab es 560 bezahlte Plätze. Beste Frau war Tiffany Williamson, die den 15. Platz für 400.000 US-Dollar belegte.

## Deutschsprachige Teilnehmer
Folgende deutschsprachige Teilnehmer konnten sich im Geld platzieren:
| Platz | Herkunft    | Spieler            | Preisgeld (in $) |
| ----- | ----------- | ------------------ | ---------------- |
| 122   | Deutschland | Alexander Dietrich | 54.965           |
| 218   | Deutschland | Jens Vörtmann      | 33.197           |
| 258   | Deutschland | Norbert Hölting    | 28.375           |
| 306   | Deutschland | Tim Gillig         | 21.070           |
| 449   | Deutschland | Henning Frick      | 16.055           |
| 499   | Deutschland | Eduard Scharf      | 14.135           |
| 505   | Deutschland | Bernd Rygol        | 12.500           |

## Finaltisch
Der Finaltisch wurde am 15. Juli 2005 ausgespielt. In der finalen Hand gewann Hachem mit 7♣ 3♠ gegen Dannenmann mit A♦ 3♣.
| Platz | Herkunft           | Spieler          | Preisgeld (in $) |
| ----- | ------------------ | ---------------- | ---------------- |
| 1     | Australien         | Joe Hachem       | 7.500.000        |
| 2     | Vereinigte Staaten | Steve Dannenmann | 4.250.000        |
| 3     | Vereinigte Staaten | John Barch       | 2.500.000        |
| 4     | Vereinigte Staaten | Aaron Kanter     | 2.000.000        |
| 5     | Irland             | Andy Black       | 1.750.000        |
| 6     | Vereinigte Staaten | Scott Lazar      | 1.500.000        |
| 7     | Schweden           | Daniel Bergsdorf | 1.300.000        |
| 8     | Vereinigte Staaten | Brad Kondracki   | 1.150.000        |
| 9     | Vereinigte Staaten | Mike Matusow     | 1.000.000        |